# Retour à Kotelnitch
Ritorno a Kotelnitch (Retour à Kotelnitch) è un film documentario del 2003 diretto da Emmanuel Carrère; la lavorazione del film viene raccontata dallo stesso Carrère nel suo romanzo La vita come un romanzo russo (Un roman russe) del 2007.
È stato presentato in concorso nella sezione Nuovi Territori della 60ª Mostra internazionale d'arte cinematografica di Venezia,

## Trama
La vicenda umana di un soldato ungherese internato nel corso della Seconda guerra mondiale e per i successivi 55 anni in un ospedale psichiatrico a Kotelnich, nel nord della Russia, offre a Emmanuel Carrère l'occasione di realizzare un'indagine in forma di documentario sulle origini della sua famiglia; suo nonno materno infatti, sospettato di essere un collaborazionista filonazista, scomparve in Francia nel corso del secondo conflitto mondiale.

## Riconoscimenti
- 60ª Mostra internazionale d'arte cinematografica di Venezia: In concorso, sezione Nuovi Territori
- Festival France Cinéma di Firenze 2004: Premio Migliore Opera Prima